# 亚历山大·安斯贝格
亚历山大·亚诺维奇·安斯贝格（俄語：Александр Янович Ансберг；1909年2月27日—1975年2月20日），爱沙尼亚人，苏联党和国家领导人。曾任爱沙尼亚苏维埃社会主义共和国部长会议副主席、文化部长、最高苏维埃主席团副主席、代主席等职务。

## 生平
- 1909年2月27日出生于沙皇塞洛。1938年毕业于列宁格勒法学院。
- 1938年-1949年10月，列宁格勒法院工作。1940年加入联共（布）。
- 1949年10月-1952年6月，爱沙尼亚苏维埃社会主义共和国部长会议副主席。
- 1952年6月-1953年4月，塔林州长。
- 1953年4月-1963年4月，爱沙尼亚苏维埃社会主义共和国文化部长。
- 1963年4月-1975年2月，爱沙尼亚苏维埃社会主义共和国最高苏维埃主席团副主席。期间，1970年7月-12月，爱沙尼亚苏维埃社会主义共和国最高苏维埃主席团代主席。
- 1975年2月20日于塔林逝世，享年65岁。葬于森林公墓。

安斯贝格是第3-8届爱沙尼亚苏维埃社会主义共和国最高苏维埃代表。

## 荣誉
- 列宁勋章（1950）
- 两次劳动红旗勋章
- 荣誉勋章